# Sigurd Lie
Sigurd Lie (ur. 23 maja 1871 w Drammen, zm. 30 września 1904 w Vestre Aker) – norweski kompozytor.

## Życiorys
Podstawy edukacji muzycznej odebrał od Augusta Rojahna, organisty katedry w Kristiansand. Edukację kontynuował w Christianii u Gudbranda Bøhna (skrzypce) i Ivera Holtera (teoria i kompozycja). Od 1891 roku przebywał w Niemczech, gdzie był uczniem Carla Reineckego i Arno Hilfa w Lipsku oraz Heinricha Urbana w Berlinie. Po powrocie do Norwegii w 1895 roku został dyrygentem Musikforening. Działał jako dyrygent w Christianii (1898–1899) i Bergen (1900–1901). Zmagał się z problemami zdrowotnymi, lata 1902–1903 spędził na leczeniu w sanatoriach.
Jego twórczość nosi rysy narodowe, mimo krótkiego okresu działalności kompozytora jest obszerna i zdobyła sobie trwałe miejsce w repertuarze koncertowym. Skomponował m.in. Koncert skrzypcowy (1896), Suitę orientalną na orkiestrę (1899), Symfonię (1903), Erling Skjalgson na baryton, chór męski i orkiestrę (1899), ponadto liczne utwory kameralne i pieśni. Dużą popularność zdobyła sobie jego pieśń Sne napisana do słów Helgi Rode.